# Споменици културе Града Пожаревца
Следи списак споменика културе на територији града Пожаревца:
| ИД      | Слика                                                     | Назив                                                     | Адреса             | Координате                                     | Место              | Градска општина | Општина   | Надлежни завод |
| ------- | --------------------------------------------------------- | --------------------------------------------------------- | ------------------ | ---------------------------------------------- | ------------------ | --------------- | --------- | -------------- |
| СК 546  | Зграда Начелства окружја Пожаревачког                     | Зграда Начелства окружја Пожаревачког                     |                    | 44.61978°N 21.186602°E / 44.61978, 21.186602   | Пожаревац          |                 | Пожаревац | СМЕДЕРЕВО      |
| СК 620  | Пошаљи фотографију                                        | Стара зграда у Немањиној улици бр. 46 у Пожаревцу         | Немањина 46        | 44.623075°N 21.178689°E / 44.623075, 21.178689 | Пожаревац          |                 | Пожаревац | СМЕДЕРЕВО      |
| СК 972  | Две старе зграде у Пожаревцу                              | Две старе зграде у Пожаревцу                              | Немањина 31        | 44.622945°N 21.178958°E / 44.622945, 21.178958 | Пожаревац          |                 | Пожаревац | СМЕДЕРЕВО      |
| СК 1706 | Споменик српским војницима 1912-1918 у Пожаревцу          | Споменик српским војницима 1912-1918 у Пожаревцу          |                    | 44.619005°N 21.183866°E / 44.619005, 21.183866 | Пожаревац          |                 | Пожаревац | СМЕДЕРЕВО      |
| СК 1719 | Саборна црква Св. Арханђела Михаила и Гаврила у Пожаревцу | Саборна црква Св. Арханђела Михаила и Гаврила у Пожаревцу |                    | 44.619219°N 21.191756°E / 44.619219, 21.191756 | Пожаревац          |                 | Пожаревац | СМЕДЕРЕВО      |
| СК 1721 | Зграда Епископског двора у Пожаревцу                      | Зграда Епископског двора у Пожаревцу                      | Хајдук Вељкова 2   | 44.61949°N 21.191038°E / 44.61949, 21.191038   | Пожаревац          |                 | Пожаревац | СМЕДЕРЕВО      |
| СК 1723 | Црква Светог Николе у Пожаревцу                           | Црква Светог Николе у Пожаревцу                           | Војске Југославије | 44.625423°N 21.187578°E / 44.625423, 21.187578 | Пожаревац          |                 | Пожаревац | СМЕДЕРЕВО      |
| СК 1730 | Манастир Сестрољин                                        | Манастир Сестрољин                                        |                    | 44.546258°N 21.1982°E / 44.546258, 21.1982     | Пољана (Пожаревац) |                 | Пожаревац | СМЕДЕРЕВО      |
| СК 1732 | Црква Светог Трифуна у Кличевцу                           | Црква Светог Трифуна у Кличевцу                           |                    | 44.7566°N 21.289127°E / 44.7566, 21.289127     | Кличевац           |                 | Пожаревац | СМЕДЕРЕВО      |
| СК 1733 | Црква Светог Георгија у Костолцу                          | Црква Светог Георгија у Костолцу                          |                    | 44.740835°N 21.192109°E / 44.740835, 21.192109 | Костолац           |                 | Пожаревац | СМЕДЕРЕВО      |
| СК ?    | Пошаљи фотографију                                        | Гроб и споменик Васе Пелагића и Димитрија Марковића       |                    |                                                |                    | Пожаревац       | Пожаревац | СМЕДЕРЕВО      |